# Haidar Al-Shaïbani
Haidar Al-Shaïbani, né le 31 mars 1984 à Sétif (Algérie), est un footballeur international canadien évoluant au poste de gardien de but. Il évolue actuellement au poste d'entraîneur des gardiens à l'AS Saint-Étienne B.

## Biographie
Après avoir évolué dans le sport universitaire canadien, il signe un contrat professionnel en août 2009 au Nîmes Olympique, club de Ligue 2.
En avril 2010 il est appelé en équipe du Canada.

## Palmarès
- Champion de France de National en 2012 avec le Nîmes Olympique
- Champion de France de CFA 2 Group F en 2015 avec Le Puy Foot 43